# Nisko

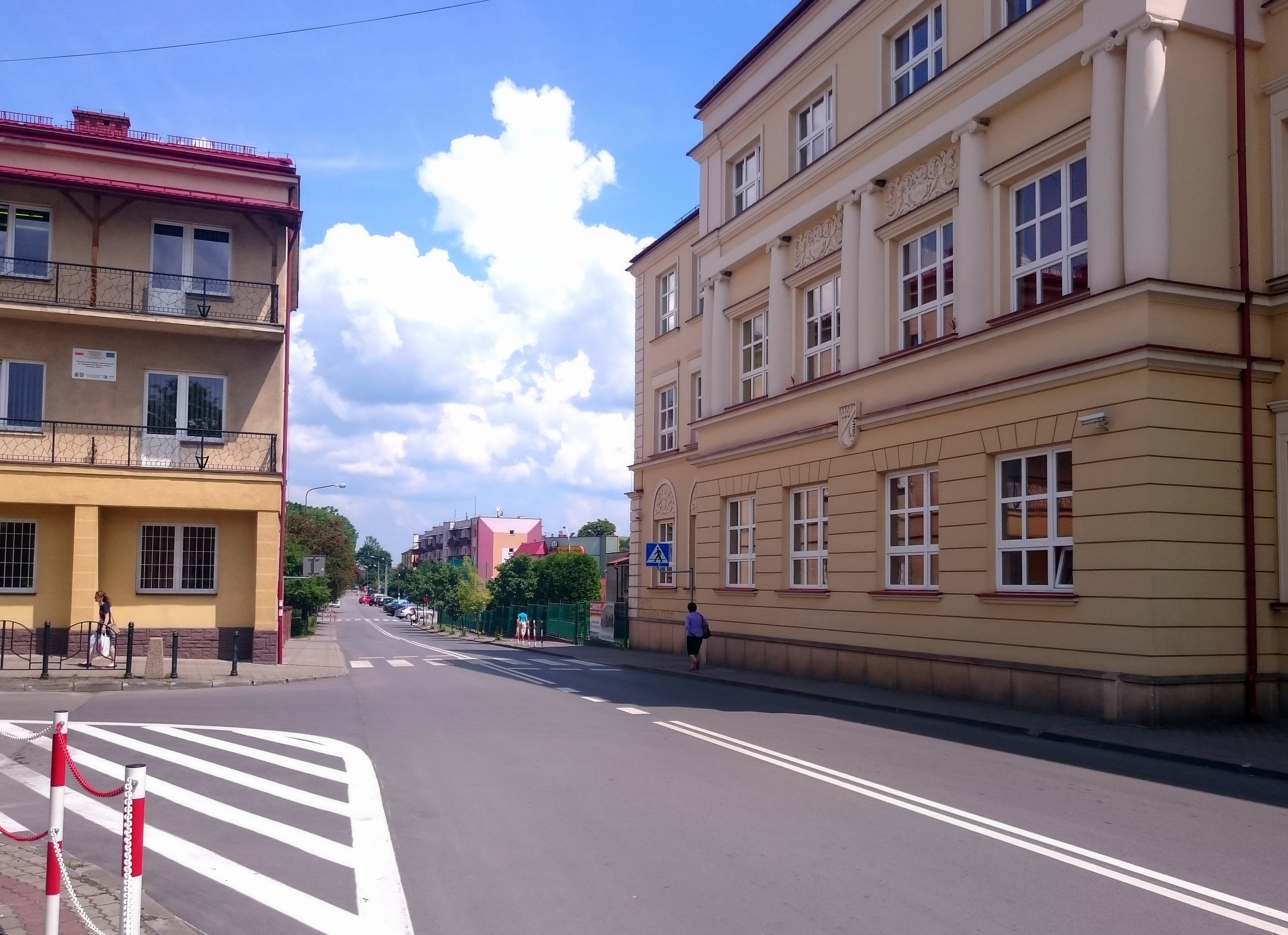
Nisko (2016)

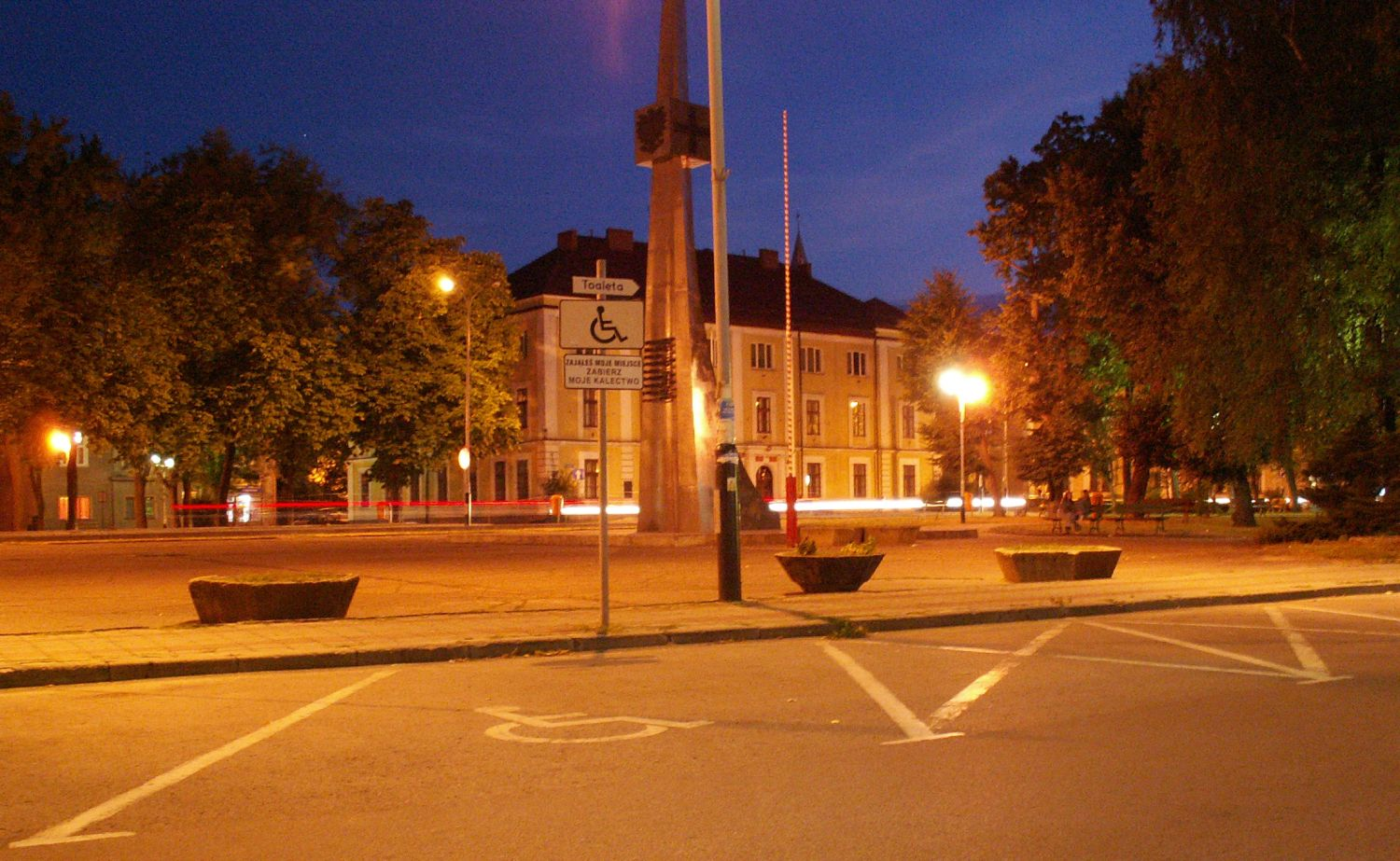
Freiheitsplatz bei Nacht

Nisko ist eine polnische Stadt in der Woiwodschaft Karpatenvorland. Sie ist Sitz der gleichnamigen Stadt- und Landgemeinde (gmina miejsko-wiejska). Sie ist Kreisstadt des Powiat Niżański und Sitz der gleichnamigen Stadt-und-Land-Gemeinde mit etwa 22.400 Einwohnern.

## Geographie
Die Stadt Nisko gehört geographisch zur Sandomirer Gesenke (Kotliny Sandomierskiej), am Rand des gleichnamigen Urwaldes. Der Fluss San fließt durch Nisko. Dieses liegt am Schnittpunkt der Kolbuschower Hochebene, der Tarnogroder Hochebene und des Bilgorajer Flachlandes. Im Westen und Süden erstrecken sich der Sandomirer Urwald, im Norden die Janower Wälder und im Osten der Solsker Urwald.
Nisko als Stadt bedeckt eine Fläche von 61 km². Sie liegt ca. 86 km südwestlich von Lublin und ca. 55 km nördlich von Rzeszów.

## Geschichte

### Vor 1868
Etwa 150 archäologische Fundstellen in Nisko und Umgebung, die zum Teil bis in die Jungsteinzeit zurückreichen, deuten auf eine Besiedlung vor 1429 hin. Im 10. bis 13. Jahrhundert erfolgte ein weiterer Entwicklungsschub der Siedlung.
Nachdem der Sandomirer Urwald in den Besitz des Königs und der Kirche gelangte, wurde der Siedlungsprozess intensiviert. Es traten die ersten Grundeigentümer auf, darunter die Familien Tarnowski und Gryfit.
Im 13. Jahrhundert wurde die Bevölkerung infolge der Tatarenübergriffe aus den verwüsteten Dörfern vertrieben. Die vertriebene Bevölkerung siedelte sich dann am nördlichen Gebiet des Sandomirer Urwaldes an. Zu dieser Zeit entstand unter anderem auch die Siedlung Bieliny.
Vom frühen Mittelalter bis in das 16. Jahrhundert war Nisko königlicher Besitz. In der zweiten Hälfte des 16. Jahrhunderts kam es zu Konflikten mit den Fürsten. Die Bauern aus Nisko überreichten König Stefan Bathory einen Bittbrief. Dies verschärfte den Konflikt, der nun die gesamte Sandomirer Starostei erfasste. Der König stellte sich auf die Seite der Bauern. Die am 10. November 1583 erlassene Verordnung und weitere Erlasse erleichterten den Bauern das Leben.
Die Schwedenkriege im 17. Jahrhundert fügten der Region schweren Schaden zu. Nach der ersten Teilung Polens wurden die königlichen Güter der Kirche zugeschlagen. Die Region kam unter österreichische Kontrolle. Ab dem 14. Juli 1834 war Hofjägermeister Karl von Reichenbach der neue Eigentümer von Nisko.

### 1868 bis 1938
Von 1868 bis 1912 gehörte das Dorf Nisko als Zentrum des Verwaltungsbezirks Powiat Nisko zur Doppelmonarchie Österreich-Ungarn. Der zweitgrößte Grundbesitzer der Region, Graf Roger Rességuier de Miremont, ließ in dieser Zeit dort ein Krankenhaus, eine Kirche, Schulen, Fabriken und eine Militärgarnison bauen. Die meisten dieser Gebäude bestehen heute noch.
Zu Beginn des Ersten Weltkriegs 1914 zerstörte die russische Armee bei ihren Angriffen auf Österreich viele Gebäude des Ortes. 1918 eroberten die Polen Nisko und integrierten es in die neue Republik Polen. Von nun an blühte der Ort auf und wurde 1933 zur Stadt. 1938 machte die polnische Regierung Nisko zu einem Teil des zentralen Industriegebiets, des Centralny Okręg Przemysłowy. Damals begann der Bau eines Kraftwerks an Niskos Westrand, der jedoch durch den deutschen Überfall auf Polen seit dem 1. September 1939 gestoppt werden musste.

### Zeit des Nationalsozialismus
Ab Oktober 1939 deportierten die Nationalsozialisten etwa 5.000 Juden aus dem „Altreich“ und neu geschaffenen „Reichsgauen“ nach Nisko. Sie sollten dort in Eigenarbeit ein Durchgangslager errichten, angeblich um später von dort aus in weiter östliche gelegene Gebiete „umgesiedelt“ zu werden.
Der damalige Leiter der „Zentralstelle für jüdische Auswanderung in Prag“, Adolf Eichmann, organisierte mit Berufung auf einen Befehl des Gestapo-Chefs Heinrich Müller vom 18. bis 26. Oktober 1939 sechs Transporte nach Nisko: Vor allem von Juden aus Wien, Kattowitz und Ostrau in Mähren. In seiner „Begrüßungsrede“ in Zarzecze ließ Eichmann durchblicken, dass es ums Sterben auch der künftigen Ankömmlinge geht. Doch nur wenige Ankömmlinge waren handwerklich in der Lage, den befohlenen Lagerbau auszuführen; der größte Teil von ihnen wurde kurz nach der Ankunft mit Waffengewalt über die nahe Demarkationslinie in den Herrschaftsbereich der Sowjetunion getrieben.
Diese Judendeportationen – die ersten nach der Massenabschiebung von staatenlosen oder illegal in Deutschland lebenden polnischen Juden im Oktober 1938 – gelten in der Geschichtswissenschaft als Experiment, mit dem hochrangige Vertreter des NS-Regimes Pläne zum Bau eines einzigen großen Konzentrationslagers für alle Juden und „unzuverlässigen Elemente“ aus dem Deutschen Reich anfänglich erproben und vorbereiten wollten. Reinhard Heydrich erwog dazu am 22. September 1939 den Aufbau eines „Judenstaats“ oder „Judenreservats“ bei Krakau, am 29. September eines „Reichsghettos“ bei Lublin, wo damals schon ein größeres Ghetto für Juden aus Polen eingerichtet wurde. Heydrich zufolge hatte Adolf Hitler die Abschiebung von Juden aus dem neu geschaffenen Generalgouvernement im besetzten Polen in das von der Sowjetunion besetzte Ostpolen am 21. September 1939 erlaubt.
Nach Protesten seitens der Zivilverwaltung, der Wehrmacht und der Sowjetunion untersagte Müller Eichmann am 21. Oktober 1939 weitere Transporte. Eine unbekannte Zahl der Lagerinsassen konnte über die Grenze in die Sowjetunion fliehen, ein anderer unbekannter Teil der Zwangsarbeiter starb an Hunger und Kälte. 501 im Lager übrig gebliebene jüdische Handwerker wurden am 14. April 1940 in ihre Herkunftsorte zurückgebracht.
Die Pläne zu einer umfassenden „Umsiedelung“ von Juden aus Deutschland und besetzten Gebieten Osteuropas wurden jedoch nicht fallen gelassen, sondern nur auf einen späteren Zeitpunkt verschoben. Seit Februar 1941 wurden Deportationen von Juden nach Polen, ab Oktober 1941 auch in die Region um Lublin wieder aufgenommen. Diese standen nun bereits im Kontext der seit Juli 1941 geplanten und begonnenen „Endlösung der Judenfrage“, an die 1939 noch nicht direkt gedacht worden war: des Holocausts.
Der Historiker Dieter Pohl urteilt über die Abschiebepläne und „Versuchstransporte“ Eichmanns 1939:
„Schon hier ist die Absicht eines langfristigen Genozids offensichtlich: Im „Reservat“ sollten die Opfer an den schlechten Lebensbedingungen zugrunde gehen, die damals noch lebende würde die letzte Generation der Juden sein.“

### Nach 1944

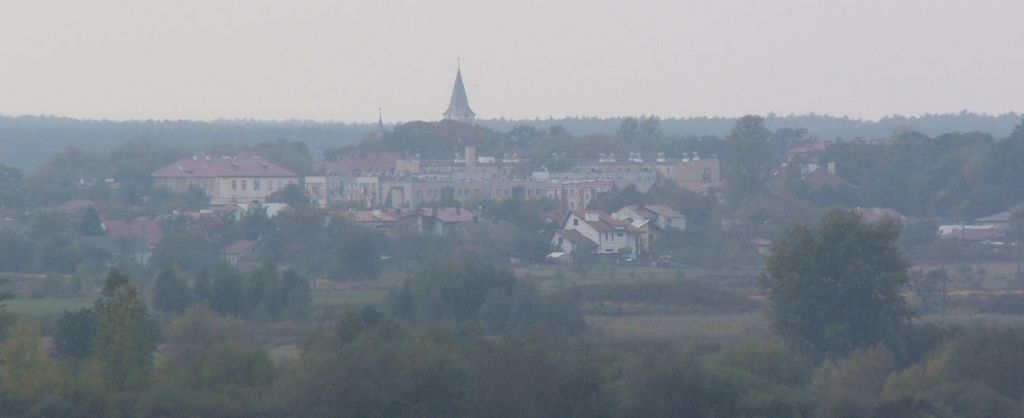
Panorama von Nisko

Mit der Bildung des kommunistischen Lubliner Komitees im Juli 1944 begann die Nachkriegsentwicklung. Im Oktober wurden polnische Widerstandskämpfer durch den sowjetischen NKWD verhaftet; viele von ihnen kehrten nicht zurück. Zeitgleich kam es zu Verhaftungen durch die polnischen Behörden. Aufgrund der neuen Okkupation bildete sich ein neuer Widerstand. 1946 waren die meisten Mitglieder des Widerstandes tot oder verhaftet.
Bis 1973 war Nisko Kreisstadt, dann wurde sie in den Kreis Stalowa Wola integriert. Seit dem 1. Januar 1999 ist Nisko wieder Kreisstadt des Powiat Niżański.
Von 1975 bis 1998 gehörte Nisko zur Woiwodschaft Tarnobrzeg.

## Gemeinde
Die Stadt-und-Land-Gemeinde Nisko hat eine Flächenausdehnung von 142 km². Zur Gemeinde gehören sechs Dörfer mit Schulzenämtern.

## Sport
In der Stadt gibt es mehrere Sportvereine.
Die Fußballclubs, „MKS Sokół Nisko“, gegründet 1919, den LZS Podwolina und den Volleyballclub AKS (Amatorski KS) Orkan Nisko.
In der Gemeinde gibt es noch die Vereine KP Zarzecze, Armes Racławice und den LZS Wiktoria Wolina.
In der Stadt gibt es ein Stadion für 430 Zuschauer, es wird für die Spiele von "MKS Sokół Nisko" genutzt. Ebenso gibt es noch mehrere Sporthallen in der Stadt.

## Verkehr

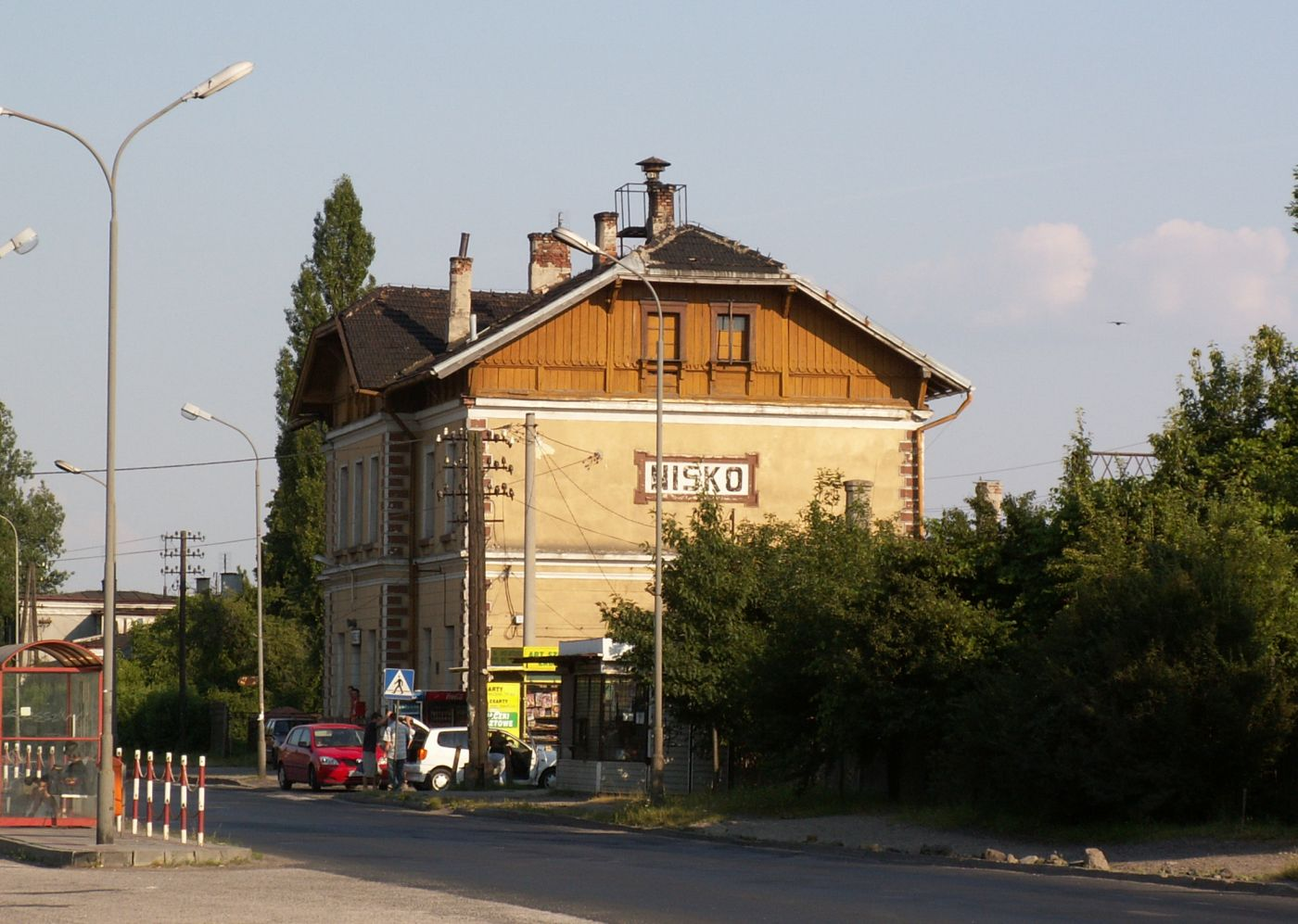
Bahnhof der PKP

- Droga krajowa DK 77 (Lipnik (Powiat Opatowski) – Przemyśl)
- Droga krajowa DK 19 (Kuźnica Białostocka (Grenzübergang zu Belarus) – Rzeszów)
- Droga wojewódzka DW 872 (Nisko – Jasienica)

Durch die Stadt verlaufen die Eisenbahnlinie Rozwadów – Przeworsk und die Eisenbahnlinie LHS (Linia Hutnicza Szerokotorowa), die in russischer Breitspur ausgeführt ist.
Bis zum Flughafen Rzeszów-Jasionka sind es ca. 50 km.

## Partnerstädte
- Fehérgyarmat, Ungarn
- Hecklingen, Deutschland
- Horodok (Lwiw), Ukraine
- Smerovo, Slowakei

## Söhne und Töchter der Stadt
- Stanisław Dąbek (1892–1939), Oberst der polnischen Streitkräfte im Zweiten Weltkrieg
- Friedrich von Ledebur (1900–1986), Offizier bei den Ulanen in der KuK Armee, Hollywood Filmschauspieler
- Jan Maria Gisges (1914–1983), Dichter, Prosaist und Dramaturg
- Zbigniew Niemczycki (* 1947), Unternehmer
- Danuta Hübner (* 1948), ehemalige Kommissarin für Regionalpolitik in der Europäischen Union und Abgeordnete im Europäischen Parlament
- Marek Zybura (* 1957), Germanist, Literaturhistoriker und Herausgeber
- Anna Wielgosz (* 1993), Mittelstreckenläuferin

## Galerie

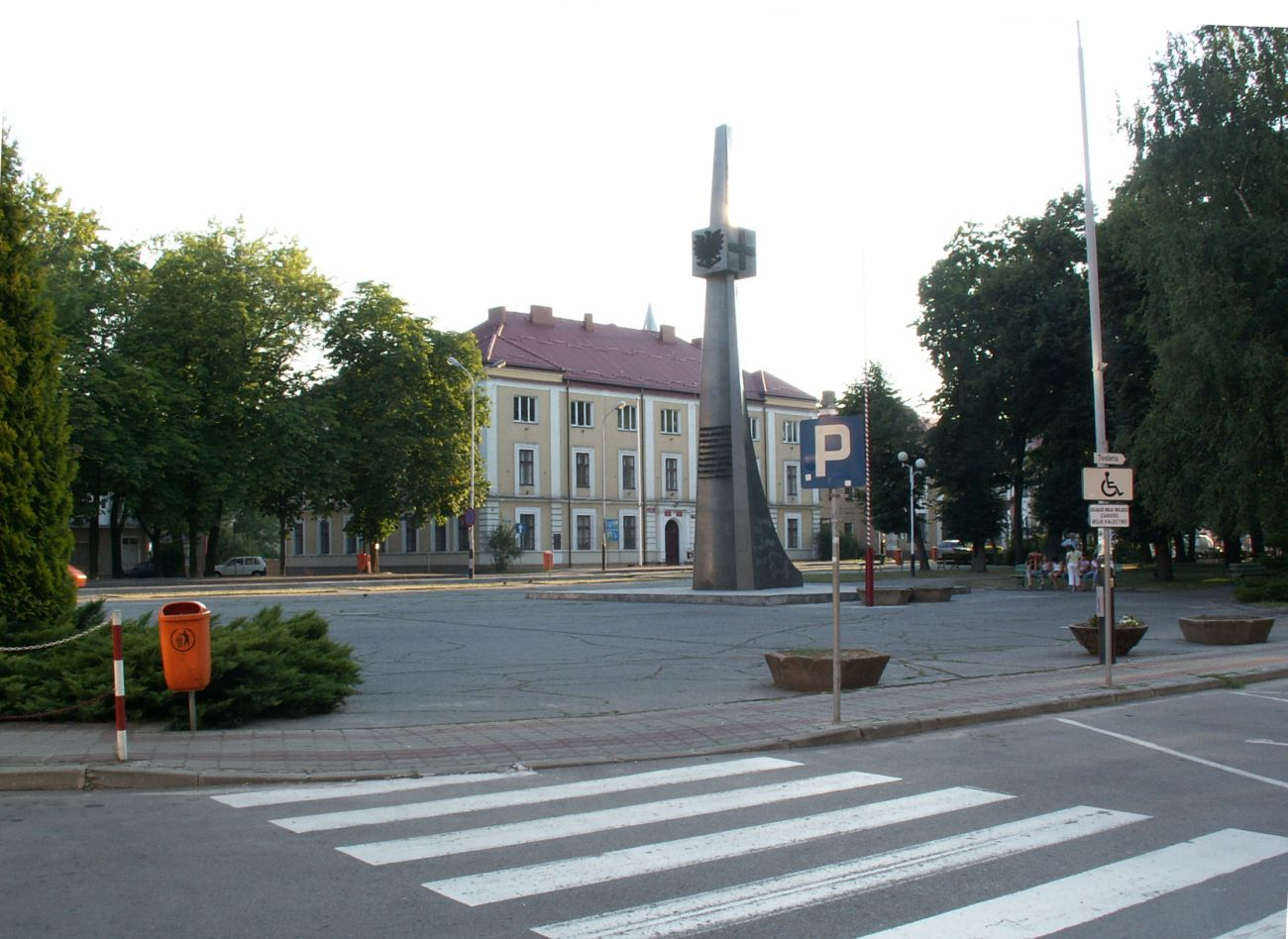
Freiheitsplatz – Sicht auf das Rathaus
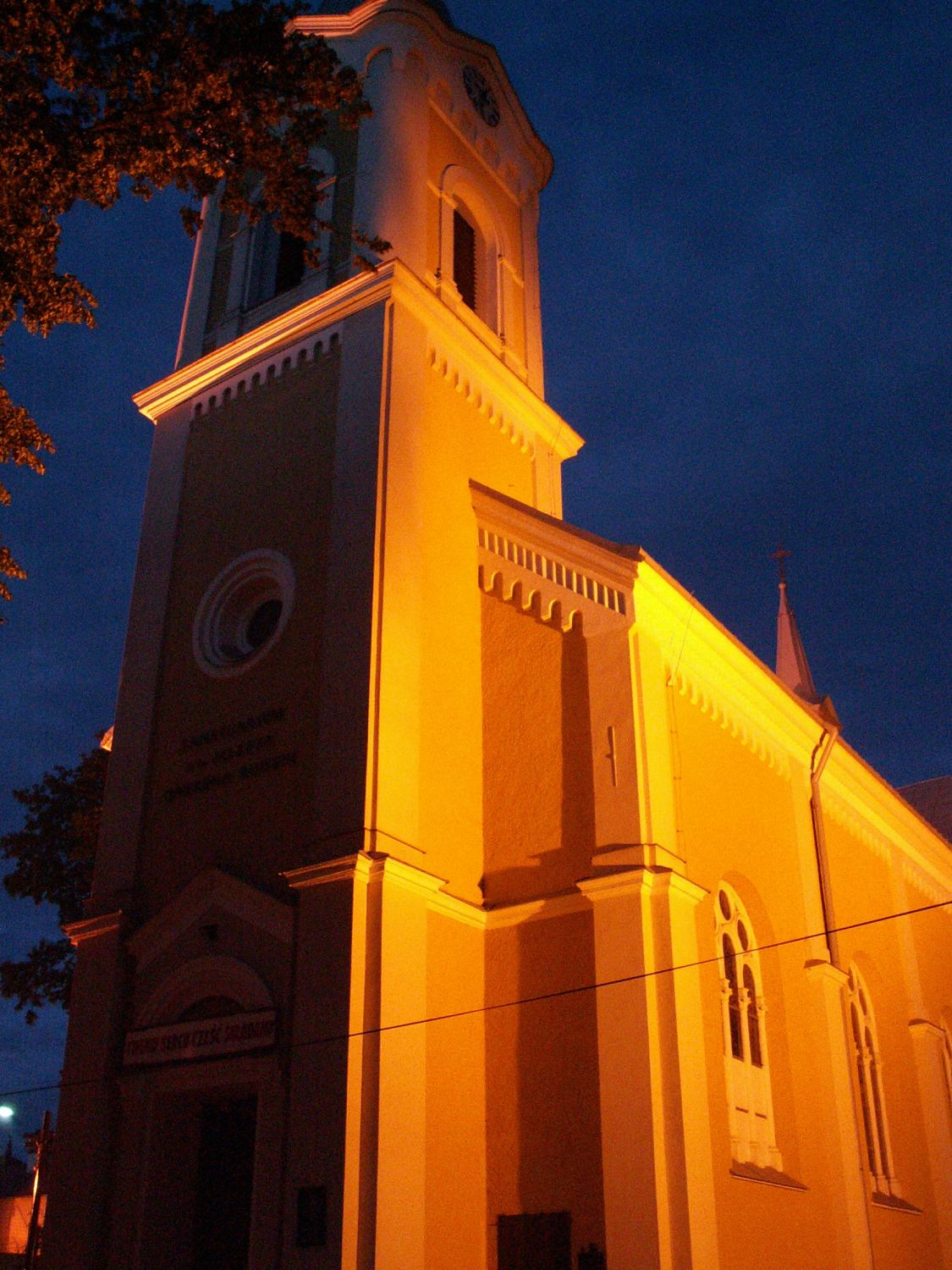
Sanktuarium des Heiligen Joseph
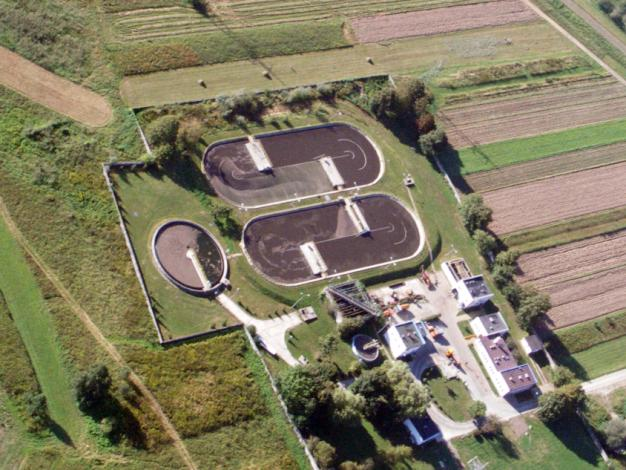
Klärwerk der Stadt Nisko